# Dieudonné Kalulika
Dieudonné Diego Kalulika (Kinshasa, 10 gennaio 1981) è un ex calciatore della Repubblica Democratica del Congo, di ruolo attaccante.

## Caratteristiche tecniche
Ala destra, poteva essere schierato anche come punta centrale.

## Carriera

### Nazionale
Ha debuttato in Nazionale il 25 gennaio 2004, in RD del Congo-Guinea (1-2), subentrando a Marcel Mbayo al minuto 78. Ha messo a segno la sua prima rete con la maglia della Nazionale il 23 maggio 2004, nell'amichevole RD del Congo-Angola (1-3), siglando la rete del momentaneo 1-1 al minuto 30 su calcio di rigore. Ha partecipato, con la Nazionale, alla Coppa d'Africa 2004. Ha collezionato in totale, con la maglia della Nazionale, 5 presenze e due reti.